# BA-099
A BA-099 é uma rodovia estadual da Bahia, que liga a cidade de Lauro de Freitas (na Região Metropolitana de Salvador) às praias do Litoral Norte do estado, terminando na divisa da Bahia com Sergipe. É uma estrada turística. Pedagiada. Há o projeto de duplicação de toda sua extensão, entretanto, o estágio atual de duplicação vai até a Praia do Forte.
A rodovia está dividida em Estrada do Coco (construída em 1975), trecho inicial que vai do Aeroporto Internacional de Salvador até a Praia do Forte, e Linha Verde (construída em  1993), trecho que vai localidade de Praia do Forte, no município de Mata de São João, até Mangue Seco, em Jandaíra, no limite com Sergipe.
É através dessa BA, que se tem acesso aos pontos turísticos da Costa do Coqueiros, entre elas estão, Jauá, Arembepe, Barra de Jacuípe, Praia do Forte, Imbassaí, Porto de Sauípe, Massarandupió, Subaúma, Baixios, Barra do Itariri, Sítio do Conde, Costa Azul, Itacimirim, Guarajuba e Sauípe.

## Condições

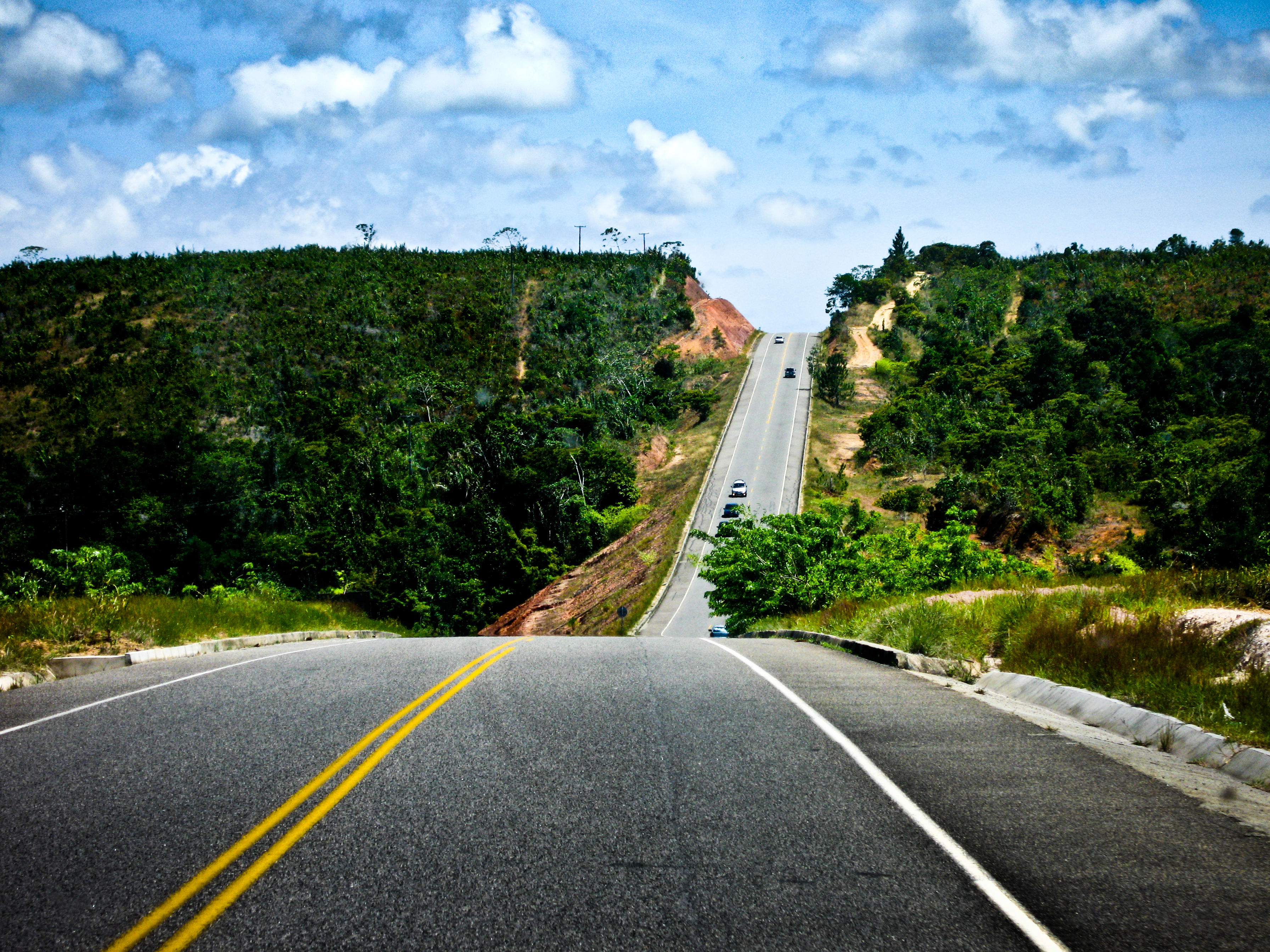
A rodovia no município de Entre Rios.

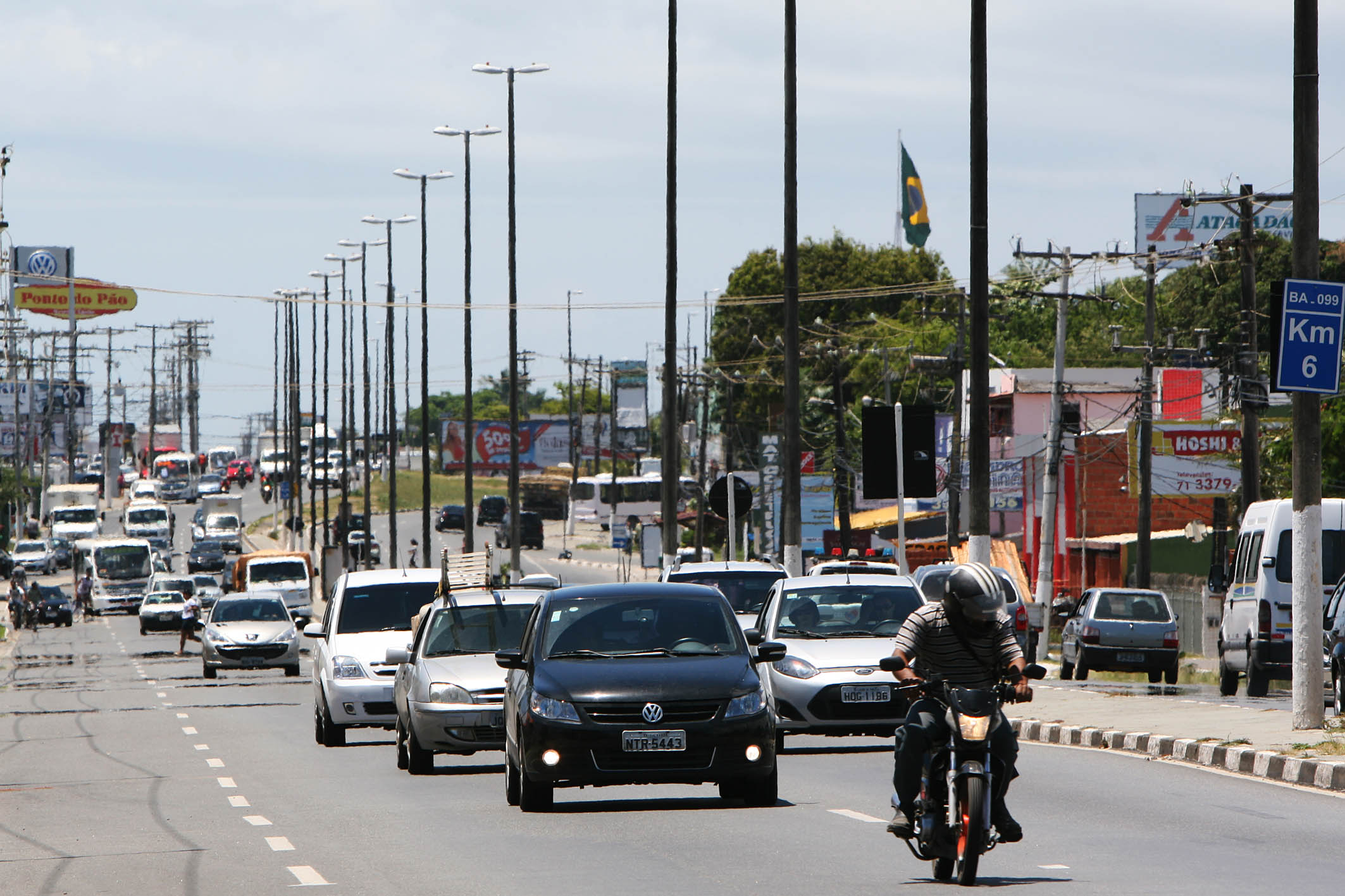
Trecho urbano em Lauro de Freitas, denominado Avenida Santos Dumont.

A rodovia foi privatizada, e a concessão foi dada à CLN (Concessionária Litoral Norte). A empresa promoveu sua duplicação, com a ajuda do governo federal e estadual. Algumas das principais obras realizadas foram a ponte sobre o Rio Joanes e o pedágio, construído na altura do acesso para Camaçari.

## Via Metropolitana Camaçari-Lauro de Freitas
O trecho inicial da atual BA-099 até Busca Vida, em Camaçari, deve-se tornar uma via municipal, a Avenida Santos Dumont. Para não passar mais por dentro do centro de Lauro de Freitas, foi assinada a ordem de serviço, no dia 14 de janeiro de 2015, da construção da Via Metropolitana Camaçari-Lauro de Freitas (ou Via Expressa Contorno de Lauro de Freitas). Esta nova via, a ser construída em 18 meses pela Concessionária Bahia Norte, terá 11,2 quilômetros iniciando na BA-526 (CIA-Aeroporto) em direção a Busca Vida. Somente haverá pedágio em um dos sentidos, o Linha Verde-Salvador.
O trajeto da via e a mudança do local da praça do pedágio teve rejeição popular. O projeto da via atravessaria o Quingoma, em Lauro de Freitas, comunidade quilombola reconhecida em 2013 pela Fundação Cultural Palmares. E moradores de Abrantes, distrito de Camaçari, passariam a pagar pedágio com o deslocamento da praça de pedágio de Jauá na BA-099 concedida à Concessionária Litoral Norte (CLN), sendo que as obras são tocadas pela Concessionária Bahia Norte (do sistema BA-093) - ambas as concessionárias tem participação da Invepar, cujo um dos sócios é a OAS em dificuldade pela recuperação judicial após as investigações da Operação Lava Jato.  O deslocamento foi adiado, ao menos por dois anos.